# 心花ゆら
心花 ゆら（ここな ゆら、1997年12月31日 - ）は、日本の元AV女優。

## 略歴・人物
2016年11月、kawaii*の専属女優としてデビューしたロリ系のAV女優。
趣味・特技は野球観戦、カラオケ。

## 出演作品

### アダルトDVD
2016年
- 新人!kawaii*専属 凛とした清純美少女剣士心花ゆら いざ、胴着を脱いでAVデビュー（11月1日、kawaii*）
- 凛とした美少女の初めてのビクンビクン絶頂と恥じらいの失禁SEX（12月1日、kawaii*）

2017年
- ドッキリ中出し3本番 初めて中に出しちゃった!（1月1日、kawaii*）
- 完全ガチドッキリ! 若手女優5名による本気の誘惑で射精してしまう男たち（1月19日、新中野小劇場）他出演:浅田結梨、江奈るり、埴生みこ、麻里梨夏
- 制服美少女と性交（2月3日、ドリームチケット）
- 制服の中のC 制服の中の… 15（2月3日、プレステージ）※「ゆら」名義
- 彼氏持ちの女子大生限定!! 大好きな彼氏にバレないように… 人生初のおもちゃ体験 初イキ体験 潮吹き体験 ”アヘ声”我慢ゲームに挑戦してみませんか??（2月7日、ナンパJAPAN）※「ももこ」名義　他出演:なおみ、みさと、まや
- 【異常な同棲ごっこ】 現在公開可能な情報 3 専門学生 ゆら 19歳（2月13日、アリスJAPAN）※「ゆら」名義
- ものすごい失禁 vol.14（2月16日、アイエナジー）
- 義父のデカチンが忘れられず… 求められる度「いけない」と思いつつも自ら腰を振り中出しされる貞淑妻 5（2月17日、DOC）他出演:青山はな
- 美少女限定ナンパ企画! そこの綺麗なお嬢さん！知り合いで一番エッチな娘を紹介してください! 1人捕まれば芋づる式に釣れるセフレの輪♥ 見た目清楚系なのにド助平SEX好きを大量ゲット!（3月7日、ナンパJAPAN）※「みき」名義　他出演:あゆみ、まや、のぞみ
- この娘、輪姦(マワ)してやる…。 美麗奴JKは、男達の欲望に晒され、顔に胸に肢体に浴びせられる精液で、白く汚されてゆく…。（2月25日、オーロラプロジェクト・アネックス）
- 誘惑♥美容室 声出しちゃダメ…誘惑のビューティーヘアサロン♥（3月3日、ドリームチケット）
- ハニカミ美少女のSEX事情（3月13日、S-Cute）他出演:川崎亜里沙、藤川れいな、倉多まお、栄川乃亜、麻生遥
- 久々に再会した親戚の姉ちゃんは僕を子供扱いしているのか? あまりにもラフな格好でうろつく、無防備な姿に興奮してしまい…（3月17日、DOC）他出演:須永ひより、渡辺ひより
- 電マを当てたまま10分間喘ぎ声ガマンできたら10万円!（3月17日、DOC）※「はるか」名義　他出演:りな、まりえ、ゆか、かえで、あい、さき、あこ、ゆな
- マジックミラー号 田舎からやってきた修学旅行生10名 未成年には過激な保健体育の特別講義でキツキツおま○こに挿入! 汚れなき10代乙女の顔に精子をダラっと発射! 10人中6人挿入成功!（3月18日、SODクリエイト）※「宮下ちひろ」名義　他出演:赤羽ゆみ、金子まゆみ、かおり、みほ、みき、なお、ももこ、ゆりこ、りか
- ハメ撮りテストシュート AVデビュー直前の素人娘がカメラの前で見せる素のSEX（3月18日、SODクリエイト）他出演:青山みき、安室サリー、石原恵麻、栄川乃亜、月野ゆりあ、新村あかり
- 『えっ?僕が10,000人目の客!?記念サービスがある!?』 JKリフレを頼んだら、本番OKの痴女っ娘4名が来ることに! 勃起が止まらない僕をキャーキャー言ってはしゃぎながら4回射精させてくれました…（3月18日、SODクリエイト）共演:埴生みこ、麻里梨夏、白桃心奈
- 愛娘が大好きすぎて妻にナイショで子作り温泉旅行（3月18日、アイエナジー）
- アイドル級美少女・ゆら あまりの気持ち良さに、我を忘れた涙のイラマと濃厚エッチ…。 ホテルに連れ込まれて、あらゆる辱めを受ける美少女は、肢体を這いまわる性感に支配され、精を求めて喘ぎまくる…。（3月25日、オーロラプロジェクト・アネックス）
- きみ、やらしいキスするね 濃密な接吻とタンツボごっくん密着性交（3月31日、ワープエンタテインメント）
- 陵辱が溶け込んでいる学園生活 手錠 口枷 緊縛 羞恥 ぶっかけ 中出し… 調教という授業を当たり前の様に受けている女子校生 セントマゾヒスト学院（4月6日、SODクリエイト）共演:向井藍、埴生みこ、浅田結梨、江奈るり
- もう〜まさにアニメ!解れた糸を引っ張るとみるみる服が短くなっていくwww（4月6日、AKNR）他出演:波多野結衣、二宮和香
- 「子宮も顔も、全部汚してください…」 素朴な地元JKのアルバイト仲居さんは、宿泊客とヤリまくる若年性色情狂だった…。（4月13日、オーロラプロジェクト・アネックス）
- 卒業式は中出し解禁日（4月20日、SODクリエイト）
- 街行く素人お姉さん 「あなたのエロテク見せてください!」 〜20分以内にイカせられたら賞金10万円〜（4月21日、DOC）他出演:推川ゆうり、白石りん、来栖まゆ ほか
- 可愛い女子社員と相部屋宿泊 スーツを脱いだら綺麗なおっぱい!締まったくびれ!プリプリのお尻!無防備に寝ている女と密室に二人きりで股間の疼きが止まらない! (5月18日、アキノリ) 他出演:北川ゆず、きみと歩実

2021年
- ものすごい失禁 vol.14 心花ゆら（12月9日、アイエナジー）

### イメージDVD
- Yura ハニカミ笑顔がまぶしくて（2017年1月5日、REbecca）